# 円阿弥
円阿弥（えんなみ）は、埼玉県さいたま市中央区の町名。現行行政地名は、円阿弥一丁目から円阿弥七丁目。住居表示実施地区。郵便番号は338-0007。さいたま市の難読地名の一つに数えられる。

## 地理
埼玉県さいたま市中央区北西端の大宮台地上に位置する。南部から北部にかけて一丁目から七丁目に分かれている。イオンモール与野が近い。南部は畑が広がりのどかな雰囲気が残る。

### 地価
住宅地の地価は2018年（平成30年）1月1日の公示地価によれば円阿弥4-607-4の地点で14万8000円/m2となっている。

## 歴史
もとは江戸期より存在した武蔵国足立郡植田谷領に属する円阿弥村であった。地名の由来は戦国期に当地に居住していた岩槻城主太田氏房の家臣でもある領主の名前の円阿弥による。
- はじめは幕府領、江戸中期頃より一部知行は旗本多門氏となり[7]、幕府領と旗本領が混在する。
- 幕末時点では足立郡円阿弥村であった。明治初年の『旧高旧領取調帳』の記載によると、代官大竹左馬太郎支配所が管轄する幕府領と、旗本多門一角の知行であった[9]。
- 1868年（慶応4年）6月19日 - 武蔵知県事・山田政則（忍藩士）の管轄となる。
- 1869年（明治2年） 
  - 1月13日 - 武蔵知県事・宮原忠英の管轄区域に大宮県を設置。県庁は東京府馬喰町に置かれる。
  - 9月29日 - 県庁が浦和に置かれ浦和県に改称。
  - 12月2日 - この日までに旗本領が上知され、浦和県の管轄となる（府藩県三治制も参照）。
- 1871年（明治4年）11月13日 - 第1次府県統合により埼玉県の管轄となる。
- 1879年（明治12年）3月17日 - 郡区町村編制法により成立した北足立郡に属す。郡役所は浦和宿に設置。
- 1889年（明治22年）4月1日 - 町村制施行に伴い、北足立郡与野町・小村田村・下落合村・上落合村・中里村・大戸村・鈴谷村・上峰村・八王子村・円阿弥村が合併して与野町となる。与野町の大字円阿弥となる。
- 1940年（昭和15年） - 大字円阿弥の一部が三橋村へ編入[7]。
- 1958年（昭和33年）7月15日 - 与野町が市制施行し、与野市となる[10]。与野市の大字となる。
- 1962年（昭和37年） - 大字円阿弥の一部が浦和市白鍬へ編入[11]。また大字八王子の一部を編入し、大字円阿弥の一部を大字八王子へ編入[7]。
- 1966年（昭和41年） - 与野円阿弥郵便局が開局する[7]。
- 1968年（昭和43年）3月5日 - 地内に与野市立西北小学校（現、さいたま市立与野西北小学校）が与野市立本町小学校（現、さいたま市立与野本町小学校）の仮校舎より移転する[12]。
- 1981年（昭和56年）10月1日 - 大字円阿弥と大字八王子の各一部から住居表示が施され、円阿弥一丁目から六丁目が成立[13]。
- 1982年（昭和57年）10月1日 - 大字円阿弥と大字八王子の一部から円阿弥七丁目が成立[13]。これにより大字円阿弥は消滅[13]。
- 1998年（平成10年）5月18日 - 首都高速道路埼玉大宮線が開通され、地内に与野出入口が設置される。
- 2001年（平成13年）5月1日 - 与野市が浦和市、大宮市と合併しさいたま市となり、さいたま市の町名となる。
- 2003年（平成15年）4月1日 - さいたま市が政令指定都市に移行し、さいたま市中央区の町名となる。

## 世帯数と人口
2017年（平成29年）9月1日現在の世帯数と人口は以下の通りである。
| 丁目         | 世帯数    | 人口    |
| ------------ | --------- | ------- |
| 円阿弥一丁目 | 24世帯    | 82人    |
| 円阿弥二丁目 | 250世帯   | 654人   |
| 円阿弥三丁目 | 102世帯   | 230人   |
| 円阿弥四丁目 | 443世帯   | 1,056人 |
| 円阿弥五丁目 | 623世帯   | 1,722人 |
| 円阿弥六丁目 | 64世帯    | 157人   |
| 円阿弥七丁目 | 257世帯   | 551人   |
| 計           | 1,763世帯 | 4,452人 |

## 小・中学校の学区
市立小・中学校に通う場合、学区（校区）は以下の通りとなる。
| 丁目         | 番地 | 小学校                     | 中学校                   |
| ------------ | ---- | -------------------------- | ------------------------ |
| 円阿弥一丁目 | 全域 | さいたま市立与野西北小学校 | さいたま市立八王子中学校 |
| 円阿弥二丁目 | 全域 | さいたま市立与野西北小学校 | さいたま市立八王子中学校 |
| 円阿弥三丁目 | 全域 | さいたま市立与野西北小学校 | さいたま市立八王子中学校 |
| 円阿弥四丁目 | 全域 | さいたま市立与野西北小学校 | さいたま市立八王子中学校 |
| 円阿弥五丁目 | 全域 | さいたま市立与野西北小学校 | さいたま市立八王子中学校 |
| 円阿弥六丁目 | 全域 | さいたま市立与野西北小学校 | さいたま市立八王子中学校 |
| 円阿弥七丁目 | 全域 | さいたま市立与野西北小学校 | さいたま市立八王子中学校 |

## 交通
鉄道は敷設されておらず、大宮駅などに向かうバス路線のみとなっている。最寄駅は北与野駅だがおよそ2 km離れている。

### 道路
- 首都高速埼玉大宮線
  - 与野出入口
  - 与野ジャンクション
- 首都高速埼玉新都心線
- 国道17号（新大宮バイパス）
- 埼玉県道56号さいたまふじみ野所沢線
- 円阿弥通[15]
- 八幡通

## 寺社・史跡
- 日枝神社
- 円阿弥古墳[10]

## 施設
- 埼玉県立いずみ高等学校
- さいたま市立与野西北小学校
- 鴻沼福祉会館
- まどか保育園
- キララガーデン（大規模マンション）
- 与野円阿弥郵便局
- 円阿弥自治会集会所
- 円阿弥ふれあい公園
- 円阿弥児童遊園地
- 円阿弥キララ公園